# John Dall

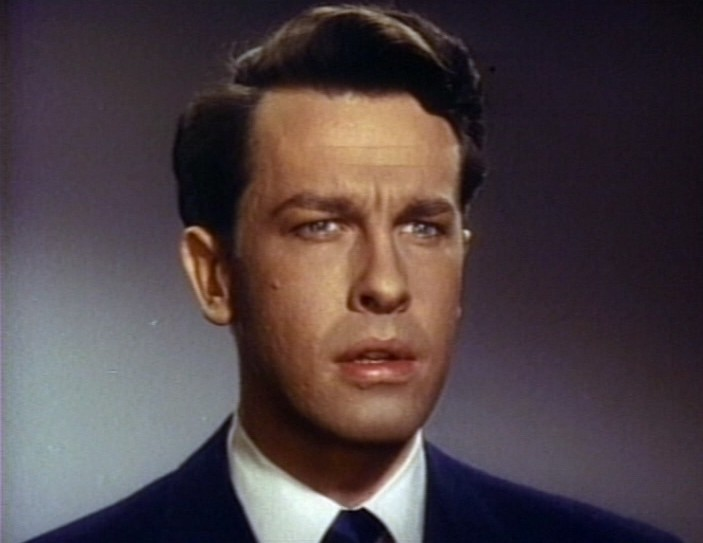
John Dall în Funia

John Dall (n. 26 mai 1918, New York City, New York, SUA – d. 15 ianuarie 1971, Hollywood, California, SUA) a fost un actor de film, de televiziune și de teatru american. A fost nominalizat la Premiul Oscar pentru cel mai bun actor în rol secundar.

## Biografie
Dall a jucat sute de roluri în piese de teatru pe Broadway. A debutat în cinematografie ca Morgan Evans în Secara e verde (1945).
Este cel mai notabil pentru două roluri de film, ca ucigașul intelectual Brandon Shaw din Funia (1948) regizat de Alfred Hitchcock și ca Bart Tare în filmul noir din 1950 Gun Crazy. De asemenea, el a avut un rol substanțial în Spartacus (1960) regizat de Stanley Kubrick. 
Dall a devenit faimos prima dată ca Morgan Evans în Secara e verde (1945), rol pentru care a fost nominalizat la Premiul Oscar pentru cel mai bun actor în rol secundar.

## Filmografie
| An   | Titlu                                                         | Rol            | Note                                                                  |
| ---- | ------------------------------------------------------------- | -------------- | --------------------------------------------------------------------- |
| 1945 | Secara e verde (The Corn Is Green)                            | Morgan Evans   | Nominalizare - Premiul Oscar pentru cel mai bun actor în rol secundar |
| 1947 | Something in the Wind                                         | Donald Read    |                                                                       |
| 1948 | O altă parte a pădurii (Another Part of the Forest)           | John Bagtry    |                                                                       |
| 1948 | Funia (Rope)                                                  | Brandon Shaw   |                                                                       |
| 1950 | Gun Crazy                                                     | Bart Tare      |                                                                       |
| 1950 | Omul care s-a înșelat pe sine (The Man Who Cheated Himself)   | Andy Cullen    |                                                                       |
| 1960 | Spartacus                                                     | Marcus Glabrus |                                                                       |
| 1961 | Atlantida, continentul pierdut (Atlantis, the Lost Continent) | Zaren          |                                                                       |

### Televiziune
| An   | Emisiune TV                 | Rol             | Episod                                                        |
| ---- | --------------------------- | --------------- | ------------------------------------------------------------- |
| 1949 | The Chevrolet Tele-Theatre  |                 | "Miracle in the Rain"                                         |
| 1951 | Lights Out                  |                 | "Pit of the Dead"                                             |
| 1951 | The Clock                   |                 | "A Right Smart Trick"                                         |
| 1952 | Studio One                  |                 | "The Doctor's Wife"                                           |
| 1952 | Suspense                    | Jim             | "The Invisible Killer"                                        |
| 1952 | Broadway Television Theatre | Henry           | "Outward Bound"                                               |
| 1953 | Broadway Television Theatre |                 | "The Hasty Heart"                                             |
| 1954 | Suspense                    | Jim             | "The Tenth Reunion"                                           |
| 1958 | General Electric Theater    | Lt. Reese       | "The Coward of Fort Bennett"                                  |
| 1959 | Schlitz Playhouse           | Hugh Mitchell   | "And Practically Strangers"                                   |
| 1962 | Perry Mason                 | Julian Kirk     | "The Case of the Lonely Eloper"                               |
| 1962 | Perry Mason                 | Edward Franklin | "The Case of the Weary Watchdog"                              |
| 1963 | Perry Mason                 | Colin Durant    | "The Case of the Reluctant Model"                             |
| 1965 | Perry Mason                 | Roan Daniel     | Episodul – "The Case of the Laughing Lady", (ultimul său rol) |